# San Biagio Platani

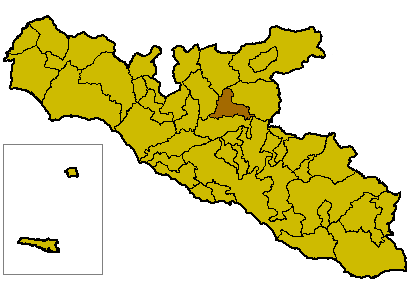
Ubicació de San Biagio Platani dins de la província

San Biagio Platani (sicilià San Brasi) és un municipi italià, dins de la província d'Agrigent. L'any 2008 tenia 3.594 habitants. Limita amb els municipis d'Alessandria della Rocca, Casteltermini, Sant'Angelo Muxaro i Santo Stefano Quisquina.

## Administració
| Període | Identitat    | Partit        |
| ------- | ------------ | ------------- |
| 2006-   | Carmelo Alba | Llista cívica |